# 3ML
3ML was een streekomroep voor de gemeenten Maasgouw en Leudal. De omroep is ontstaan na een fusie tussen Studio Maasbracht en Omroep Leudal, dit naar aanleiding van gemeentelijke herindelingen. In 2018 zijn 3ML en RTV Roermond gefuseerd onder de naam ML5 en in 2023 is men met de radiostudio verhuisd van Heythuysen naar een pand in Roermond.
3ML zond televisieprogramma's uit via de kabel en glasvezel abonnees en via het internet. Radio-uitzendingen zijn via de kabel (87.5 FM), maar ook via de ether (FM 105.7 Heythuysen en FM 106.1 Ittervoort) te ontvangen.

## Organisatie
Omroep 3ML is de stationsnaam van de Stichting Omroep Leudal en Maasgouw. Door het Commissariaat voor de Media is aan deze stichting machtiging verleend tot het uitzenden van radio en tv-programma's.
De dagelijkse leiding is in handen van directrice Vivian Huyskens. 
Omroep 3ML wordt draaiende gehouden door vrijwilligers. De inkomsten komen voornamelijk uit reclamegelden.

## Tv-programma's van Omroep 3ML
- 3ML Journaal - Actualiteiten uit Leudal en Maasgouw
- Praot van de Straot - In een kerkdorp van het verzorgingsgebied wordt inwoners naar een actuele situatie gevraagd
- Raadsvergaderingen van gemeente Maasgouw en gemeente Leudal
- 3ML Sport zowel op radio als tv - Programma gericht op sportieve activiteiten uit de regio

## Enkele van de vele radio programma's van Omroep 3ML
- "Wiekend waeg wiezer", muziek en uitgaanstips
- "Van Alles get", ochtendprogramma met uiteenlopende gasten
- "Flash Back", gevarieerde muziek van toen
- De Weekend Helpdesk, jeugdprogramma

Verder brengt Radio 3ML dagelijks lokaal nieuws.